# Jonas Røndbjerg
Jonas Røndbjerg, född 31 mars 1999, är en dansk professionell ishockeyspelare som spelar för Växjö Lakers HC i Svenska hockeyligan.